# The Dictator (pel·lícula de 1922)
The Dictator és una pel·lícula muda de la Famous Players Lasky distribuïda sota el segell de la Paramount, dirigida per James Cruze i protagonitzada per Wallace Reid i Lila Lee. Basada en la peça teatral “The Dictator; a Farce in Three Acts” (1904) de Richard Harding Davis, la pel·lícula es va estrenar el 15 d’octubre de 1922. Es considera una pel·lícula perduda.

## Argument
Brooke Travers, el fill d'un milionari, és perseguit pel taxista Mike Dooley per no pagar la tarifa, per lo que s'amaga en un vaixell de vapor. Al final tots dos homes acaben embarcats camí cap a Amèrica del Sud. Arriben a San Mañana on es veuen atrapats per una revolució contra un dictador, el general Campos. Brooke s'enamora de Juanita, que resulta ser la filla de Carlos Rivas, el líder de la revolució i enemic del seu pare. Encara que els interessos empresarials del seu pare controlen el país, Brooke ajuda les forces revolucionàries a vèncer i es guanya el respecte del seu pare.

## Repartiment
- Wallace Reid (Brooke Travers)
- Theodore Kosloff (Carlos Rivas)
- Lila Lee (Juanita)
- Kalla Pasha (General Campos)
- Sidney Bracey (Henry Bolton)
- Fred J. Butler (Sam Travers)
- Walter Long (Mike Dooley)
- Alan Hale (Sabos)

## Galeria d'imatges

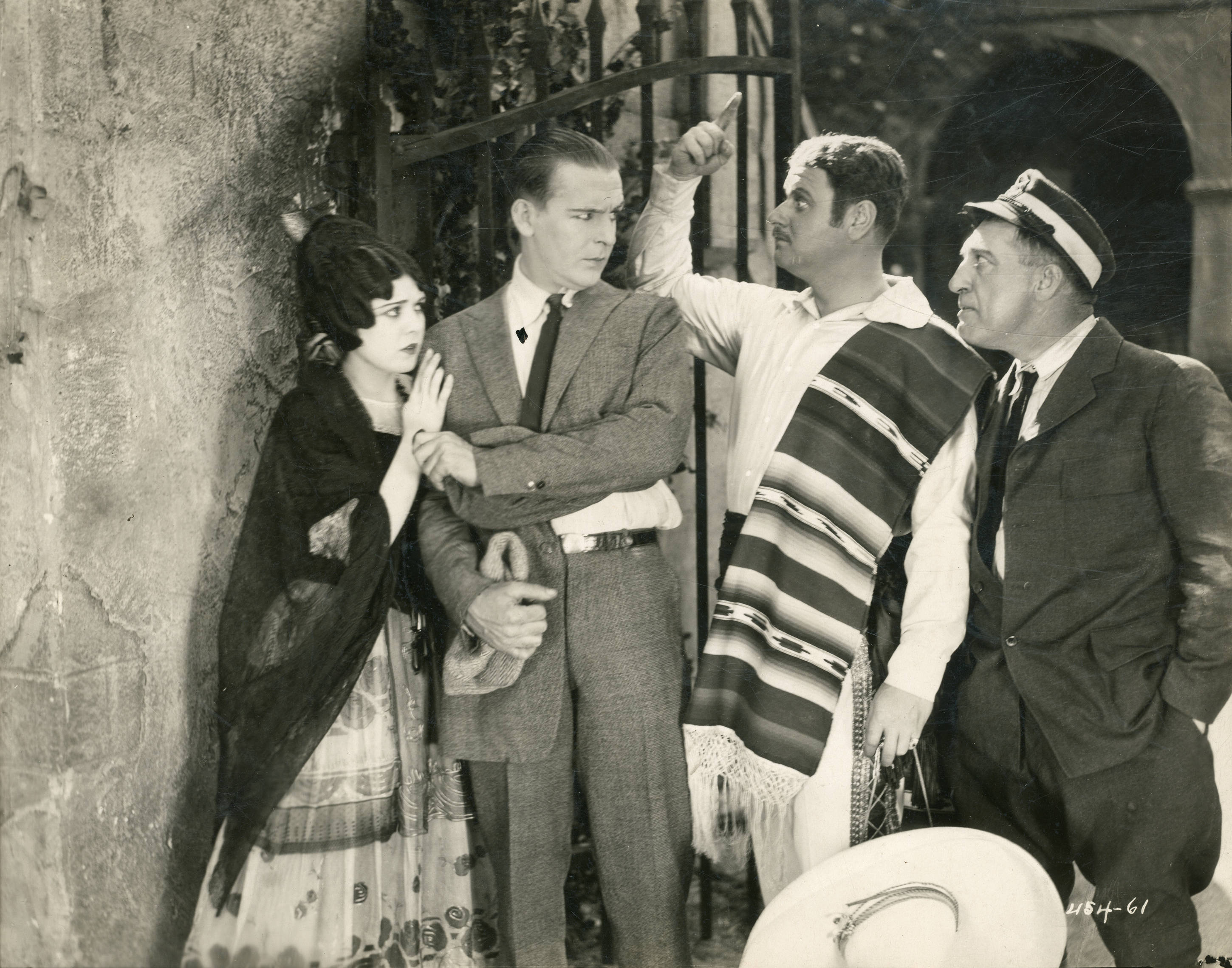
Lila Lee, Wallace Reid, Alan Hale i Walter Long
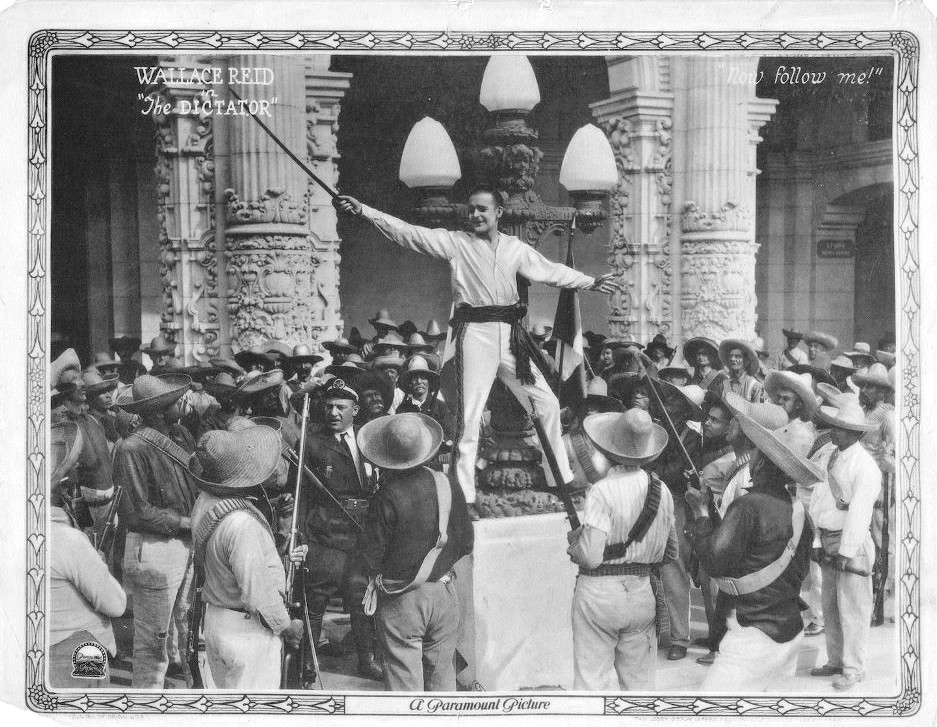
Wallace Reid
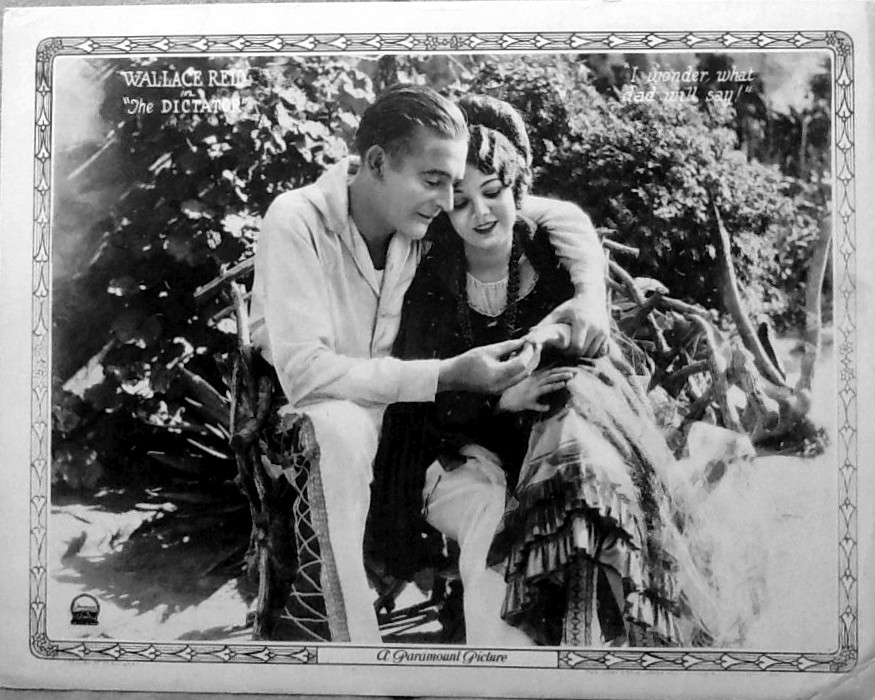
Wallace Reid i Lila Lee e
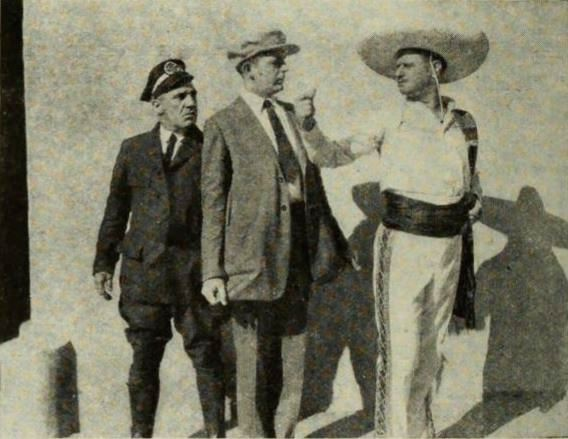
Walter Long, Wallace Reid, i Alan Hale